# Montmelas-Saint-Sorlin
Montmelas-Saint-Sorlin es una comuna francesa situada en el departamento del Ródano, de la región de Auvernia-Ródano-Alpes. Pertenece a la comunidad de aglomeración Villefranche-Beaujolais-Saône.

## Demografía
| 210 | 220 | 260 | 270 | 369 | 367 | 358 | 453 |
| Para los censos de 1962 a 1999 la población legal corresponde a la población sin duplicidades (Fuente: INSEE [Consultar]) |     |     |     |     |     |     |     |